# Roland Armontel
Roland Armontel alla nascita Auguste Louis Magnin (Vimoutiers, 21 dicembre 1901 – Parigi, 8 marzo 1980) è stato un comico e attore francese.

## Biografia
Il debutto di Armontel è stato sin da bambino, ingaggiato da Max Linder. Nel cinema, è apparso in più di 100 film tra il 1932 e il 1979. Tra i suoi lavori più celebri c'è La signora dalle camelie del 1934, diretto da Fernand Rivers e Abel Gance, Jericho del 1946, diretto da Henri Calef ed Moartea lui Joe Indianul del 1968 diretto da Mihai Iacob e Wolfgang Liebeneiner. Ha recitato in film di registi come: Raymond Bernard, René Clair, Claude Autant-Lara, Marcel Carné a René Clément. È sepolto nel cimitero di Asnières (Hauts-de-Seine).
Muore nel XV arrondissement di Parigi l'8 marzo 1980 all'età di 78 anni.

## Filmografia

### Cinema
- Lo squadrone si diverte (Les gaîtés de l'escadron), regia di Maurice Tourneur (1932)
- Touchons du bois, regia di Maurice Champreux (1933)
- I miserabili (Les misérables), regia di Raymond Bernard (1934)
- La signora dalle camelie (La dame aux camélias), regia di Fernand Rivers e Abel Gance (1934)
- Dédé, regia di René Guissart (1934)
- Prigioni di donne (Prisons de femmes), regia di Roger Richebé (1938)
- Smarrimento (Je t'attendrai), regia di Léonide Moguy (1939)
- Piccola ladra (Battement de coeur), regia di Henri Decoin (1940)
- La signorina Buonaparte (Mam'zelle Bonaparte), regia di Maurice Tourneur (1942)
- Delirio d'amore (La symphonie fantastique), regia di Christian-Jaque (1942)
- Rondini in volo (Les petites du quai aux fleurs), regia di Marc Allégret (1944)
- Quella che tu non sei (Florence est folle), regia di Georges Lacombe (1944)
- Lo scrigno dei sogni (La boîte aux rêves), regia di Yves Allégret e Jean Choux (1945)
- Jericho, regia di Henri Calef (1946)
- L'idiota (L'idiot), regia di Georges Lampin (1946)
- Rocambole, regia di Jacques de Baroncelli (1947)
- I ribelli della Vandea (Les chouans), regia di Henri Calef (1947)
- Il silenzio è d'oro (Le silence est d'or), regia di René Clair (1947)
- Tragico incontro (La maison sous la mer), regia di Henri Calef (1947)
- L'arche de Noé, regia di Henry Jacques (1947)
- Les trois cousines, regia di Jacques Daniel-Norman (1947)
- La rivincita di Baccarat (La revanche de Baccarat), regia di Jacques de Baroncelli (1947)
- Route sans issue, regia di Jean Stelli (1948)
- Par la fenêtre, regia di Gilles Grangier (1948)
- Clochemerle, regia di Pierre Chenal (1948)
- Émile l'Africain, regia di Robert Vernay (1948)
- L'eterno conflitto (Éternel conflit), regia di Georges Lampin (1948)
- Le dolmen tragique, regia di Léon Mathot (1948)
- Gli amanti di Verona (Les amants de Vérone), regia di André Cayatte (1949)
- La bataille du feu, regia di Maurice de Canonge (1949)
- La vie est un rêve, regia di Jacques Séverac (1949)
- L'ange rouge, regia di Jacques Daniel-Norman (1949)
- Occupati d'Amelia (Occupe-toi d'Amélie..!), regia di Claude Autant-Lara (1949)
- Il paese senza dio (Le sorcier du ciel), regia di Marcel Blistène (1949)
- Le martyr de Bougival, regia di Jean Loubignac (1949)
- Ce bon Monsieur Durand, regia di Charles-Félix Tavano (1950)
- Plus de vacances pour le Bon Dieu, regia di Robert Vernay (1950)
- La danzatrice di Marrakesch (La danseuse de Marrakech), regia di Léon Mathot (1950)
- Minne, l'ingénue libertine, regia di Jacqueline Audry (1950)
- Sans tambour ni trompette, regia di Roger Blanc (1950)
- Véronique, regia di Robert Vernay (1950)
- Le gang des tractions-arrière, regia di Jean Loubignac (1950)
- Aventures chez les nudistes, regia di Raoul André (1950)
- Pipe chien, regia di Henri Verneuil (1950)
- La belle image, regia di Claude Heymann (1951)
- Clara de Montargis, regia di Henri Decoin (1951)
- Le passage de Vénus, regia di Maurice Gleize (1951)
- Bouquet de joie, regia di Maurice Cam (1951)
- Le avventure di Mandrin, regia di Mario Soldati (1952)
- Monsieur Leguignon, lampiste, regia di Maurice Labro (1952)
- La demoiselle et son revenant, regia di Marc Allégret (1952)
- Quitte ou double, regia di Robert Vernay (1952)
- Tambour battant, regia di Georges Combret (1953)
- Deux de l'escadrille, regia di Maurice Labro (1953)
- La caraque blonde, regia di Jacqueline Audry (1953)
- Piédalu député, regia di Jean Loubignac (1954)
- Mourez, nous ferons le reste, regia di Christian Stengel (1954)
- La grande razzia (Razzia sur la chnouf), regia di Henri Decoin (1955)
- Il processo dei veleni (L'affaire des poisons), regia di Henri Decoin (1955)
- Il grande seduttore (Don Juan), regia di John Berry (1956)
- Queste maledette vacanze (Ces sacrées vacances), regia di Robert Vernay (1956)
- Era di venerdì 17, regia di Mario Soldati (1956)
- X 3 operazione dinamite (Le feu aux poudres), regia di Henri Decoin (1957)
- Miss Catastrophe, regia di Dimitri Kirsanoff (1957)
- Tahiti ou la joie de vivre, regia di Bernard Borderie (1957)
- Il capitano della legione (Sénéchal le magnifique), regia di Jean Boyer (1957)
- Partita a tre (Trois jours à vivre), regia di Gilles Grangier (1957)
- Quelle sacrée soirée, regia di Robert Vernay (1957)
- La legge del più furbo (Ni vu, ni connu), regia di Yves Robert (1958)
- Peccatori in blue jeans (Les tricheurs), regia di Marcel Carné (1958)
- Dinamite e simpatia (Drôles de phénomènes), regia di Robert Vernay (1959)
- L'increvable, regia di Jean Boyer (1959)
- Nuits de Pigalle, regia di Georges Jaffé (1959)
- Tête folle, regia di Robert Vernay (1960)
- Uno sconosciuto nel mio letto (Un chien dans un jeu de quilles), regia di Fabien Collin (1962)
- Le tentazioni quotidiane (Le diable et les 10 commandements), regia di Julien Duvivier (1962) (segmento "Tes père et mère honoreras")
- Sherlock Holmes - La valle del terrore (Sherlock Holmes und das Halsband des Todes), regia di Terence Fisher (1962)
- Maigret e i gangsters (Maigret voit rouge), regia di Gilles Grangier (1963)
- El secreto de Tomy, regia di Antonio del Amo (1963)
- La foire aux cancres (Chronique d'une année scolaire), regia di Louis Daquin (1963)
- Parigi brucia? (Paris brûle-t-il?), regia di René Clément (1966)
- Che casino, ragazzi! (Béru et ces dames), regia di Guy Lefranc (1968)
- Moartea lui Joe Indianul, regia di Mihai Iacob e Wolfgang Liebeneiner (1968)
- L'homme aux chats, regia di Henri Glaeser (1969)
- Questo pazzo, pazzo maresciallo scassamazzo (Et qu'ça saute!), regia di Guy Lefranc (1970)
- Aggrappato ad un albero, in bilico su un precipizio a strapiombo sul mare (Sur un arbre perché), regia di Serge Korber (1971)
- La bestia (La bête), regia di Walerian Borowczyk (1975)
- Un marito è sempre un marito (Un mari, c'est un mari), regia di Serge Friedman (1976)
- Le temps des vacances, regia di Claude Vital (1979)

### Televisione
- Jupiter, regia di Pierre Badel (1956)
- Le crime de Lord Arthur Saville, regia di André Michel (1968)
- Le nez d'un notaire, regia di Pierre Bureau (1972)
- Petite flamme dans la tourmente, regia di Michel Wyn (1973)
- Messieurs les ronds-de-cuir, regia di Daniel Ceccaldi (1978)
- Les insulaires, regia di Gilles Grangier (1979)

### Serie TV
- Bob Morane – serie TV, episodi 2x12 (1964)
- Le théâtre de la jeunesse (1965)
- Thierry La Fronde – serie TV, episodi 4x7 (1965)
- Les sept de l'escalier quinze B (1967)
- Lagardère – serie TV, episodi 1x2 (1967)
- Les aventures de Tom Sawyer – serie TV, 4 episodi (1968)
- Maurin des maures (1970)
- L'homme qui revient de loin (1972)
- Le jeune Fabre (1973)
- Les Zingari (1975)
- L'inspecteur mène l'enquête – serie TV, episodi 1x5 (1976)
- Il vendicatore di Corbillères (La poupée sanglante) – serie TV, 4 episodi (1976)
- La pêche miraculeuse (1976)
- Les cinq dernières minutes – serie TV, episodi 3x10 (1977)
- Au théâtre ce soir – serie TV, 8 episodi (1967-1979)